# Lamborghini Silhouette
La Lamborghini Silhouette (conosciuta anche come Urraco Silhouette) è un'autovettura sportiva prodotta dalla casa automobilistica italiana Lamborghini in 53 esemplari (oltre a due prototipi) tra il 1976 e il 1979.

## Profilo e contesto
La Silhouette era un'evoluzione stilistica della Urraco, disegnata da Marcello Gandini per Bertone nel 1970. Rispetto alla progenitrice la differenza principale riguardava la trasformazione della vettura da coupé a targa.
Presentata al Salone dell'automobile di Ginevra del 1976, la Silhouette fu la prima vettura scoperta prodotta in serie dalla Casa di Sant'Agata Bolognese. Venne rimpiazzata nel 1982 dall'ulteriore evoluzione Jalpa.

## Storia e tecnica
A metà anni '70, la Lamborghini soffriva la crisi che in quel periodo aveva colpito il settore delle vetture sportive e versava in difficili condizioni economiche. Infatti, il progetto della Urraco era costato troppo e non ci si poteva permettere di investire su una vettura completamente nuova. Lo scopo era quindi quello di creare una vettura usando la Urraco come base per poterne sfruttare le linee di montaggio e risparmiare così sui costi generali.
L'obiettivo principale era quello di esaltare l'anima sportiva della Urraco e si procedette quindi ad un profondo restyling. L'intenzione di trasformare la vettura da coupé a targa impose l'eliminazione dei sedili posteriori, della parte superiore del padiglione e un irrigidimento del telaio per compensare la mancanza del tetto. La vista laterale rimaneva praticamente invariata per la presenza di due montanti posteriori in plastica in mezzo ai quali era posto il nuovo cofano motore nero opaco in posizione orizzontale. Il tettuccio asportabile in plastica nera poteva essere rimosso in poco tempo e trovava posto nello spazio dietro ai sedili,
Altre novità erano l'adozione di uno spoiler anteriore, abbinato ad un paraurti nero in resina, che nascondeva il radiatore dell'olio e le prese d'aria dei freni anteriori. Furono poi aggiunti dei passaruota maggiorati abbinati a pneumatici ribassati e nuovi cerchi in lega. Nuovi anche gli interni con una plancia completamente ridisegnata che si protende verso il pilota.
Dal punto di vista meccanico non c'erano novità rispetto alla Urraco P 300. Con essa condivideva infatti il V8 a 90° di 2996 cm³ che erogava una potenza di 260 CV (DIN) a 7.500 giri/min. La distribuzione era a bialbero a camme in testa e l'alimentazione era affidata a quattro carburatori Weber doppio corpo invertiti da 40.

## Dati tecnici
| Caratteristiche tecniche - Lamborghini Silhouette              | Caratteristiche tecniche - Lamborghini Silhouette | Caratteristiche tecniche - Lamborghini Silhouette | Caratteristiche tecniche - Lamborghini Silhouette | Caratteristiche tecniche - Lamborghini Silhouette | Caratteristiche tecniche - Lamborghini Silhouette |
| -------------------------------------------------------------- | --- | --- | --- | --- | --- |
|                                                                | | | | | |
| Configurazione                                                 | | | | | |
| Carrozzeria: Targa                                             | Carrozzeria: Targa | Posizione motore: centrale trasversale | Posizione motore: centrale trasversale | Trazione: posteriore | Trazione: posteriore |
| Dimensioni e pesi                                              | | | | | |
| Ingombri (lungh.×largh.×alt. in mm): 4320 × 1630 × 1120        | Ingombri (lungh.×largh.×alt. in mm): 4320 × 1630 × 1120 | Ingombri (lungh.×largh.×alt. in mm): 4320 × 1630 × 1120 | Ingombri (lungh.×largh.×alt. in mm): 4320 × 1630 × 1120 | Diametro minimo sterzata: 11,3 m | Diametro minimo sterzata: 11,3 m |
| Interasse: 2450 mm                                             | Interasse: 2450 mm | Carreggiate: anteriore 1480 - posteriore 1530 mm | Carreggiate: anteriore 1480 - posteriore 1530 mm | Altezza minima da terra: 140 mm | Altezza minima da terra: 140 mm |
| Posti totali: 2                                                | Posti totali: 2 | Bagagliaio: | Bagagliaio: | Serbatoio: 80 | Serbatoio: 80 |
| Masse                                                          | a vuoto: 1.240 kg | a vuoto: 1.240 kg | a vuoto: 1.240 kg | a vuoto: 1.240 kg | a vuoto: 1.240 kg |
| Meccanica                                                      | | | | | |
| Tipo motore: 8 cilindri a V di 90°                             | Tipo motore: 8 cilindri a V di 90° | Tipo motore: 8 cilindri a V di 90° | Cilindrata: 2996 cm³ | Cilindrata: 2996 cm³ | Cilindrata: 2996 cm³ |
| Distribuzione: due alberi a camme in testa comandati da catena | Distribuzione: due alberi a camme in testa comandati da catena | Distribuzione: due alberi a camme in testa comandati da catena | Alimentazione: quattro carburatori Weber doppio corpo invertiti da 40 | Alimentazione: quattro carburatori Weber doppio corpo invertiti da 40 | Alimentazione: quattro carburatori Weber doppio corpo invertiti da 40 |
| Prestazioni motore                                             | Potenza: 250 CV (DIN) a 7.500 giri/min / Coppia: 28 m/kg a 3.500 giri/min | Potenza: 250 CV (DIN) a 7.500 giri/min / Coppia: 28 m/kg a 3.500 giri/min | Potenza: 250 CV (DIN) a 7.500 giri/min / Coppia: 28 m/kg a 3.500 giri/min | Potenza: 250 CV (DIN) a 7.500 giri/min / Coppia: 28 m/kg a 3.500 giri/min | Potenza: 250 CV (DIN) a 7.500 giri/min / Coppia: 28 m/kg a 3.500 giri/min |
| Frizione: monodisco a secco                                    | Frizione: monodisco a secco | Frizione: monodisco a secco | Cambio: a 5 marce + RM | Cambio: a 5 marce + RM | Cambio: a 5 marce + RM |
| Telaio                                                         | | | | | |
| Corpo vettura                                                  | monoscocca | monoscocca | monoscocca | monoscocca | monoscocca |
| Sterzo                                                         | a cremagliera | a cremagliera | a cremagliera | a cremagliera | a cremagliera |
| Sospensioni                                                    | anteriori: schema McPherson, bracci inferiori triangolari, puntoni longitudinali, barra stabilizzatrice, ammortizzatori idraulici telescopici / posteriori: schema McPherson, bracci inferiori triangolari, puntoni longitudinali, barra stabilizzatrice, ammortizzatori idraulici telescopici | anteriori: schema McPherson, bracci inferiori triangolari, puntoni longitudinali, barra stabilizzatrice, ammortizzatori idraulici telescopici / posteriori: schema McPherson, bracci inferiori triangolari, puntoni longitudinali, barra stabilizzatrice, ammortizzatori idraulici telescopici | anteriori: schema McPherson, bracci inferiori triangolari, puntoni longitudinali, barra stabilizzatrice, ammortizzatori idraulici telescopici / posteriori: schema McPherson, bracci inferiori triangolari, puntoni longitudinali, barra stabilizzatrice, ammortizzatori idraulici telescopici | anteriori: schema McPherson, bracci inferiori triangolari, puntoni longitudinali, barra stabilizzatrice, ammortizzatori idraulici telescopici / posteriori: schema McPherson, bracci inferiori triangolari, puntoni longitudinali, barra stabilizzatrice, ammortizzatori idraulici telescopici | anteriori: schema McPherson, bracci inferiori triangolari, puntoni longitudinali, barra stabilizzatrice, ammortizzatori idraulici telescopici / posteriori: schema McPherson, bracci inferiori triangolari, puntoni longitudinali, barra stabilizzatrice, ammortizzatori idraulici telescopici |
| Freni                                                          | anteriori: a disco autoventilanti / posteriori: a disco autoventilanti | anteriori: a disco autoventilanti / posteriori: a disco autoventilanti | anteriori: a disco autoventilanti / posteriori: a disco autoventilanti | anteriori: a disco autoventilanti / posteriori: a disco autoventilanti | anteriori: a disco autoventilanti / posteriori: a disco autoventilanti |
| Pneumatici                                                     | 195/50 VR 15 (ant.) - 285/40 VR 15 (post.) | 195/50 VR 15 (ant.) - 285/40 VR 15 (post.) | 195/50 VR 15 (ant.) - 285/40 VR 15 (post.) | 195/50 VR 15 (ant.) - 285/40 VR 15 (post.) | 195/50 VR 15 (ant.) - 285/40 VR 15 (post.) |
| Prestazioni dichiarate                                         | | | | | |
| Velocità: 260 km/h                                             | Velocità: 260 km/h | Velocità: 260 km/h | Accelerazione: | Accelerazione: | Accelerazione: |
| Fonte dei dati:                                                | | | | | |